# Albert Fourié

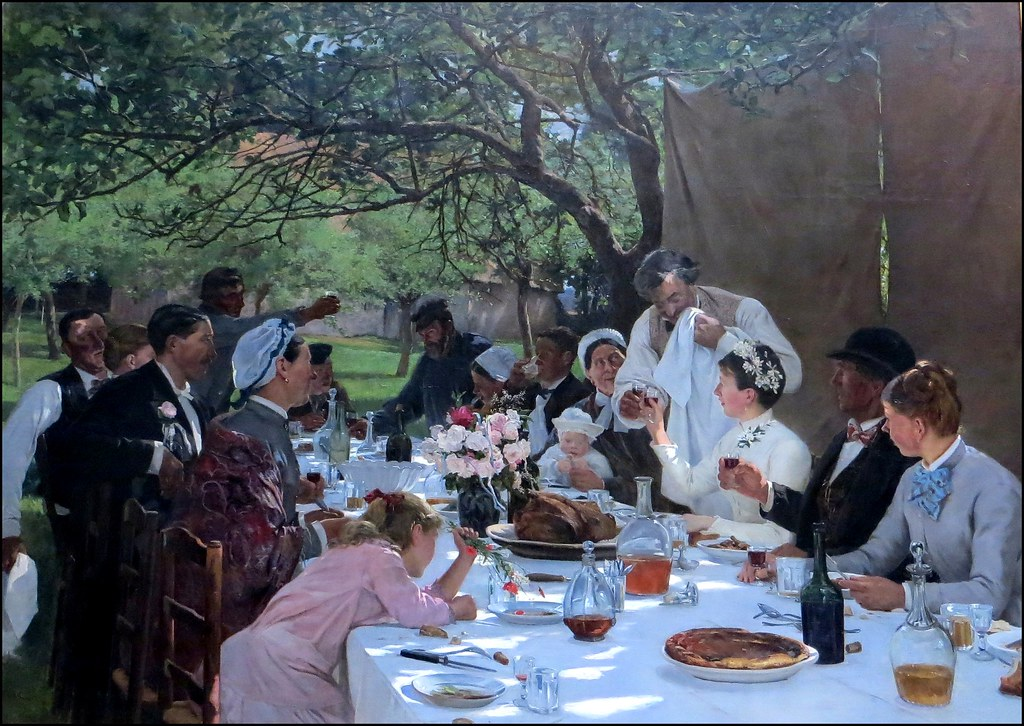
Eine Hochzeitsmahlzeit in Yport

Albert Auguste Fourié (* 24. April 1854 in Paris; † 17. Dezember 1937 in Saint-Raphaël) war ein französischer Bildhauer, Maler und Illustrator.
Albert Fourié studierte an der École des beaux-arts de Paris, anfangs Bildhauerei bei Jean Gautherin. Er debütierte 1877 als Bildhauer mit einer weiblichen Terrakottabüste, wandte sich nachher der Malerei zu und setzte das Studium bei Jean-Paul Laurens fort.
Er widmete sich hauptsächlich der Akt- und Genremalerei. Er stellte seine Werke im Salon der Société des Artistes Français aus und erhielt mehrere Medaillen, darunter 1889 eine in Gold. Er beschäftigte sich auch mit der Radierung und Lithografie.
Er verbrachte einen Teil des Jahres mit anderen Malerfreunden in der 1891 gekauften Villa Les Charmilles im Fischerdorf Yport in der Region Pays de Caux am Ärmelkanal.
Er zeigte 1887 im Salon das großformatige Gemälde Eine Hochzeitsmahlzeit in Yport, das ihm einen Erfolg brachte und vom Staat gekauft wurde.
Er illustrierte die Werke von Gustave Flaubert, Victor Hugo, Alphonse Daudet und Guy de Maupassant, lieferte auch von 1887 bis 1888 Druckvorlagen für „Paris illustré“.